# Пек, Джастин
Джастин Пек (родился 8 сентября 1987 года) — американский хореограф, режиссер и танцор, связанный с Нью-Йоркским Городским балетом, резидентом которого он был назначен в июле 2014 года, став вторым человеком в истории учреждения, получившим этот титул. В 2018 году он получил премию «Тони» за лучшую хореографию за работу над третьим бродвейским возрождением «Карусели» Роджерса и Хаммерштейна. В 2021 году его хореографию можно будет увидеть в экранизации Стивеном Спилбергом «Вестсайдской истории».